# Im Wald sind keine Räuber (Buch)
Im Wald sind keine Räuber, auch Der Räuber Fiolito (schwedisch Ingen rövare finns i skogen) ist ein Märchen von Astrid Lindgren.

## Handlung
Nachdem Peter im Wald mit Janssons Jungs gespielt hat, kehrt er mit seinem Holzschwert zur Wohnung seiner Großmutter zurück. Immer wieder ruft er, dass im Wald keine Räuber sind. Er ruft dieses auch noch, als er schon längst im Wohnzimmer vor dem alten Puppenhäuschen seiner Mutter steht. Plötzlich findet sich Peter im Puppenhaus wieder. Vor ihm steht die wütende Puppe Mimmi. Sie erklärt ihm, dass sich sehr wohl Räuber im Wald befinden. Es handelt sich um den Räuberhauptmann Fiolito und seine vierzig Räuber. Diese haben es auf ihre wertvolle Perlenkette abgesehen. Gemeinsam mit Mimmi versucht Pelle die Räuber davon abzubringen ins Haus zu gelangen. Doch alle Mühe scheint vergebens. Fiolito gelangt ins Haus und stiehlt die Perlenkette. Allerdings erzählt Mimmi Peter, dass Fiolito nur die falsche Perlenkette gestohlen habe. Es sei nicht ihre echte Perlenkette gewesen. Sie zeigt Peter die andere Perlenkette, die genauso aussieht, wie die Perlenkette, die Fiolito gestohlen hat. Sie erklärt Peter, dass er noch einmal genau nachdenken solle, bevor er sage, dass es im Wald keine Räuber gebe. Als Peters Großmutter ins Haus kommt, sitzt Peter beim Puppenhaus und schaut zu Mimmi herein, der Puppe, mit der seine Mutter schon immer gespielt hatte.

## Veröffentlichungen
Im Wald sind keine Räuber wurde ursprünglich von Astrid Lindgren als Theaterstück geschrieben. Als Geschichte wurde das Theaterstück 1949 in der Märchensammlung Nils Karlsson Pyssling (deutsche Ausgabe: Im Wald sind keine Räuber) in Schweden veröffentlicht. Für dieses Buch wurde Astrid Lindgren 1950 mit der Nils-Holgersson-Plakette ausgezeichnet. In Deutschland erschien die Geschichte 1970 einzeln als Bilderbuch Der Räuber Fiolito. Illustriert wurde es von Rolf Rettich. 2009 erschien in Schweden ein Bilderbuch unter dem Titel Ingen rövare finns i skogen. Illustriert wurde es von Ilon Wikland. Diese Fassung wurde 2010 auch in Deutschland unter dem Titel Im Wald sind keine Räuber herausgebracht.
1992 veröffentlichte das Tonträgerunternehmen Deutsche Grammophon die Geschichte als Hörbuch auf Kassette. Sie erschien zusammen mit Die Prinzessin, die nicht spielen wollte, Allerliebste Schwester und Der Drache mit den roten Augen auf einer Kassette mit dem Titel Der Drache mit den roten Augen. Gelesen wurde die Geschichte von Manfred Steffen. 2011 erschien die Geschichte erneut als Hörbuch zusammen  mit Nils Karlsson-Däumling und Die Prinzessin, Die Nicht Spielen Wollte auf einer CD mit dem Titel  Nils Karlsson-Däumling Und Andere Geschichten.

## Verfilmung
Das Buch wurde 1988 verfilmt. Göran Carmback führte die Regie und Astrid Lindgren schrieb das Drehbuch.

## Rezeption
Tilman Spreckelsen von der FAZ meint Ilon Wikland habe „eine hinreißend kolorierte Aquarellbilderstrecke zu Lindgrens tripelbödigem Klassiker geschaffen, deren nach Belieben intensivere oder verblassende Farben das Eindringen der unwirklichen Räuber in die Traumwelt eines begehbaren Puppenhauses aufs schönste unterstütze“. Birgitta Negel-Täuber und Klaus Weile fügen hinzu, dass „die vorherrschenden Blautöne eine geheimnisvolle Atmosphäre“ schaffen würden.
Lyrans Noblesser meint, die Geschichte enthalte einige unerwartete Wendungen, die Aktionen der Kinder seien einfallsreich und klug. Die dunklen, leicht verschwommenen Bilder von Ilon Wikland würden die magische und aufregende Geschichte auf angenehme Weise ergänzen.
Tonia Karina Heinrich schreibt, dass Astrid Lindgen es „meisterhaft“ verstehe zu beschreiben, wie Peter sich in eine Fantasiewelt hineinträume, „und auf spielerische Weise dabei seine Ängste“ bewältige.

## Trivia
In den Illustrationen von Ilon Wikland hat der Räuber Fiolito sich eine Liebeserklärung an Astrid Lindgren auf den Arm tätowiert.

## Ausgaben
- Der Räuber Fiolito, Oetinger, 1970, ISBN 978-3-7891-6135-3. (Illustriert von Rolf Rettich, übersetzt von Karl Kurt Peters – gebundene Ausgabe & Bilderbuch)
- Der Räuber Fiolito, Oetinger, 1991, ISBN 978-3-423-75010-3. (Illustriert von Rolf Rettich, übersetzt von Karl Kurt Peters – Taschenbuch)
- Im Wald sind keine Räuber, Oetinger, 2010, ISBN 978-3-7891-7545-9. (Illustriert von Ilon Wikland, übersetzt von Karl Kurt Peters – gebundene Ausgabe & Bilderbuch)